# راس الجبل (إب)

تعديل مصدري - تعديل

راس الجبل محلة تابعة لقرية النوبة، التابعة لعزلة ريمان بمديرية إب إحدى مديريات محافظة إب في الجمهورية اليمنية.، بلغ تعداد سكانها 21 حسب تعداد اليمن لعام 2004.